# Bernard Gregory
Pour les articles homonymes, voir Gregory.
Bernard Gregory est un physicien français né le 19 janvier 1919 à Bergerac et mort le 24 décembre 1977 à Élancourt. Il a été l'un des principaux responsables scientifiques de France et d'Europe des années 1960 et 1970,
,
.

## Biographie
Bernard Grégory réussit le concours d’entrée à l’École polytechnique en 1938.
Après un séjour comme prisonnier de guerre dans un « Oflag », il termine brillamment ses études à Polytechnique en sortant en tête de classement : il intègre alors le Corps des mines et poursuit ainsi ses études à l’École nationale supérieure des mines de Paris. Il se rend ensuite aux États-Unis pour étudier les particules fondamentales par les interactions de haute énergie des rayonnements cosmiques. Après sa thèse aux États-Unis, il revient en France et devient très rapidement sous-directeur du laboratoire de physique organisé par Leprince-Ringuet à Polytechnique depuis 1936.
Lorsqu'il arrive au laboratoire, il fait équipe avec Charles Peyrou, Jean Crussard, André Lagarrigue et un certain nombre de physiciens universitaires. Peu après, André Astier vient rejoindre le groupe.
C'est avec Charles Peyrou qu'est envisagée l'expérience des deux grandes chambres de Wilson superposées au pic du Midi de Bigorre, détecteur impressionnant de rayons cosmiques : cet ensemble a permis de découvrir et de confirmer certaines propriétés des mésons, des mésons lourds et des hypérons. Le grand prix Cognacq-Jay de l'Académie des sciences couronne ce travail.
Bernard Gregory est exemplaire par sa capacité à mettre la main à la pâte, ce qui est  « peu courant chez ceux qui sortent de Polytechnique dans les premiers rangs ». Après les expériences sur les rayons cosmiques, à partir de 1955, le laboratoire se réoriente en vue de la prochaine mise en service du grand accélérateur de particules, le synchrotron à protons (PS) du CERN. Bernard Gregory prend la direction d'une grande chambre à bulles de 81 centimètres à hydrogène liquide. La chambre à bulles est un successeur amélioré de la chambre de Wilson qui donne non seulement les trajectoires des particules ionisantes, mais aussi les caractéristiques de leurs interactions avec les noyaux atomiques présents en grande densité dans le liquide de la chambre. La chambre à bulles à hydrogène arrive au CERN au moment de la mise en service de l'accélérateur : grâce à elle, plus de dix millions de photographies d'interactions nucléaires sont prises et distribuées dans tous les laboratoires européens, apportant une large moisson de découvertes.
En 1958, Bernard Gregory est nommé professeur de physique à l'École polytechnique. Son arrivée provoque une transformation dans l'enseignement. Le cours est désormais élaboré par toute une équipe qui se partage rédaction du cours, leçons magistrales et « petites classes ». C'est le premier germe de ce qui prend plus tard le nom de «  département  » d’enseignement.
Lorsqu'en 1965, le CERN cherche un directeur général, après le départ de Victor Weisskopf pour retourner aux États-Unis, c'est Bernard Gregory qui est choisi par le conseil d’administration et désigné pour le remplacer au poste de directeur général, de 1965 à 1970. Les ISR, appareillages nouveaux et uniques au monde, sont construits et le nouveau grand accélérateur, celui de 300 GeV est lancé. Il est encore en fonction en 2023, avec des performances améliorées, et il sert ensuite d'injecteur au LHC voisin.
À son retour à Paris, il prend la direction du laboratoire de l’École polytechnique mais, peu après, il est sollicité pour le poste de directeur général du Centre national de la recherche scientifique (CNRS). Il n'y reste que brièvement car, en 1975, il se voit confier la direction de la Délégation générale à la recherche scientifique et technique (DGRST).
Il meurt brutalement le 24 décembre 1977, à l’âge de 58 ans.

## Chronologie détaillée
- 1938 Reçu premier aux concours d'entrée de l'École polytechnique et de l'École normale supérieure[6]
- 1939 Études à l'École polytechnique[6]
- 1939–1940 Sous-lieutenant d'artillerie. Croix de guerre[6]
- 1940–1945 Prisonnier de guerre à l'Oflag IV D[6]
- 1945 Classé premier à l'examen de sortie de l'École polytechnique[6]
- 1946–1947 Élève à l'École nationale supérieure des Mines de Paris. Nommé ingénieur ordinaire au corps des mines. Affecté à la recherche scientifique[6].
- 1948–1950 Études supérieures de physique au MIT sur la physique moderne. Thèse sur les réactions nucléaires produites par les rayons cosmiques, sous la direction de Bruno Rossi[6].
- 1951–1958 Sous-directeur du Laboratoire Leprince-Ringuet à l'École Polytechnique[6].
Étude des interactions nucléaires aux grandes énergies ; construction et exploitation au Pic du Midi de Bigorre d'une double chambre de Wilson pour l'étude des rayons cosmiques[6]. 
Enseignement comme professeur à l'École nationale supérieure des mines de Paris (1953–1958) et comme maître de conférences de physique à l'École Polytechnique[6].
- 1959–1964 Professeur de physique à l'École polytechnique. Réalisation de la chambre à bulles à hydrogène liquide de 80 cm construite à Saclay, qui a fonctionné au CERN sur les interactions nucléaires à haute énergie, la production d'antiprotons et les caractéristiques de leurs annihilations et de leurs interactions. Définition et propriétés des résonances bosoniques obtenues avec les faisceaux du CERN[6]. 
Président du Comité du CERN pour les expériences avec chambres à traces (TCC)[6]
- 1960 Membre du Comité des directives scientifiques du CERN[6]
- 1964–1965 Membre du directoire du CERN pour la recherche[6]
- 1966–1970 Directeur général du CERN. Il lance la construction du grand accélérateur de 300 GeV[6].
- 1970–1977 Membre du Comité de l'énergie atomique[6]
- 1971–1973 Professeur de physique à l'École polytechnique. Directeur du Laboratoire de physique nucléaire des hautes énergies après Louis Leprince-Ringuet[6].
- 1973–1976 Directeur général du Centre national de la recherche scientifique[6]
- 1975 Président de la Commission de l'énergie du Commissariat au Plan[6]
- 1976 Délégué général à la recherche scientifique et technique (DGRST)[6] 
Vice-président du Conseil du CERN[6]
- 1977 Président du Conseil du CERN[6].

## Distinctions
- Officier de la Légion d'honneur
- Croix de guerre 1939–1945
- Commandeur de l'ordre des Palmes académiques
- Lauréat du prix Cognacq-Jay de l'Académie des sciences, avec ses collègues Astier, Armenteros, Lagarrigue et Muller
- Correspondant de l'Académie des sciences en physique (5 mars 1973)
- Fellow de l'Imperial College de Londres.
- Commandeur de l'Ordre de Rio Branco (Brésil)